# Hérissart
Hérissart település Franciaországban, Somme megyében. Lakosainak száma 757 fő (2022. január 1.). Hérissart Bavelincourt, Contay, Puchevillers, Rubempré, Talmas és Toutencourt községekkel határos.

## Népesség
A település népességének változása:
| Lakosok száma | 605  | 609  | 619  | 614  | 648  | 683  | 717  | 743  | 757  |
|               | 2013 | 2015 | 2016 | 2017 | 2018 | 2019 | 2020 | 2021 | 2022 |